# Summer Bunnies
Singles de R. Kelly
Your Body's Callin'
(mai 1994) You Remind Me of Something
(novembre 1995)
Summer Bunnies  est une chanson sortie en août 1994 du chanteur américain R. Kelly, issu de son album 12 Play.

## Charts
Aux États-Unis, Summer Bunnies est resté classé 7 semaines dans le Billboard Hot 100.
Au Royaume-Uni, le titre est resté classé 5 semaines.
| Classements / Pays (1992) | Meilleure position |
| ------------------------- | ------------------ |
| Billboard Hot 100         | 55                 |
| Top R&B                   | 20                 |
| UK Singles Chart          | 23                 |